# Velký Týnec (zámek)
Zámek Velký Týnec je pozdně-barokní šlechtické sídlo ve Velkém Týnci, postavené po r. 1765 na místě zbourané gotické tvrze. Roku 1779 ho postihl rozsáhlý požár a musel být přestavěn. Je chráněn jako kulturní památka České republiky.

## Popis
Zámek je volně stojící obdélná budova o jednom patře s krátkými křídly po stranách. Uprostřed průčelí se nachází rizalit s půlkruhově zaklenutým vjezdem a dvěma vchody po jeho stranách. Kolem vjezdu je profilovaný kamenný portál s pilastry, nad nímž se nachází nadpražní římsa s kamenným erbem hraběte Karla z Martinic. Fasáda horního patra je od přízemí oddělena kordonovou římsou. Okna hlavního průčelí jsou orámována profilovanými šambránami. 